# Katrin Jakobsen
Katrin Jakobsen, född 1958 i Hamburg, är en tysk fotograf, konstnär och författare. Hon är verksam i Hamburg, Paris och tidvis i Sverige. Hon är en socialt engagerad konstnär (art engagé) som använder sig av mixed media-konst för att ta upp svåra ämnen. 
Hennes projekt mot barnmisshandel och pedofili, med epitetet "alles wird gut", ställdes ut på Sammlung Falckenberg i Hamburg 2009, på ZKM i Karlsruhe 2010, på Fait&Cause i Paris 2011 och på Galerie Stammelbach i Hildesheim 2016. Hon gör även böcker, både egna och fotograferar till andras verk, bland annat har hon samarbetat med Laura Trenter och Anna-Lena Brundin. Jakobsen har deltagit i biennalen i Shenzhen i Kina i december 2006, på Tang Art Center i Peking 2006, haft egen utställning på 6, Mandel i Paris 2007, grupputställning på galleri Rönnquist i Malmö 2008 och på Villanella i Antwerpen 2011.